# Demòcrit (filòsof platònic)
Demòcrit  (Democritus, Demókritos Δημόκριτος) fou un filòsof grec de data i lloc de naixement desconeguts, que va escriure uns comentaris sobre Plató, Fedó i Alcibíades.